# Påskturneringen i Norrköping
Påskturneringen i Norrköping är en årlig schackturnering som arrangeras i Norrköping under påskhelgen där många av Sveriges bästa schackspelare brukar delta. 
Tävlingen anordnades första gången 1996. Den arrangeras av Norrköpingsklubben Schack 08. Tävlingen är kombinerad med distriktsmästerskap för Östergötland, bäst placerade spelare som representerar klubb i distriktet blir distriktsmästare.
| År   | Segrare                     | Antal deltagare |
| ---- | --------------------------- | --------------- |
| 1996 | Lars Degerman               | 110             |
| 1997 | Patrik Lyrberg              | 114             |
| 1998 | Jonny Hector                | 150             |
| 1999 | Patrik Lyrberg              | 143             |
| 2000 | Lars Karlsson               | 133             |
| 2001 | Evgenij Agrest              | 170             |
| 2002 | Jonny Hector                | 192             |
| 2003 | Tiger Hillarp Persson       | 218             |
| 2004 | Tiger Hillarp Persson       | 223             |
| 2005 | Emanuel Berg                | 150             |
| 2006 | Lars Karlsson               | 154             |
| 2007 | Johan Norberg               | 139             |
| 2008 | Stellan Brynell             | 136             |
| 2009 | Ralf Åkesson                | 144             |
| 2010 | Emanuel Berg                | 180             |
| 2011 | Erik Blomqvist              | 160             |
| 2012 | Normunds Miezis             | 157             |
| 2013 | Evgeny Gleizerov            | 146             |
| 2014 | Normunds Miezis             | 145             |
| 2015 | Tiger Hillarp Persson       | 150             |
| 2016 | Tiger Hillarp Persson       | 173             |
| 2017 | Hans Tikkanen               | 157             |
| 2018 | Hans Tikkanen               | 136             |
| 2019 | Johan-Sebastian Christansen | 124             |
| 2020 | Inställt                    |                 |
| 2021 | Inställt                    |                 |
| 2022 | Vitalii Sivuk               | 112             |

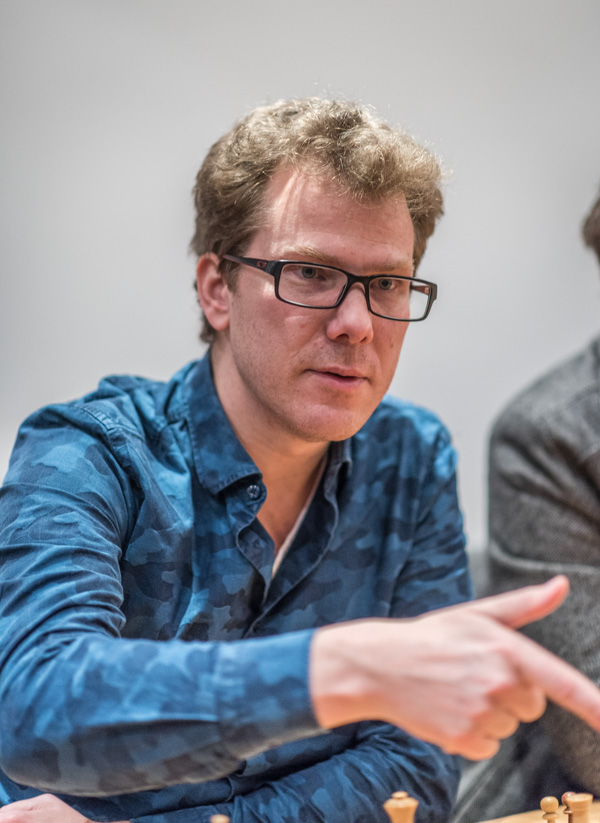
Tiger Hillarp Persson har vunnit turneringen fyra gånger

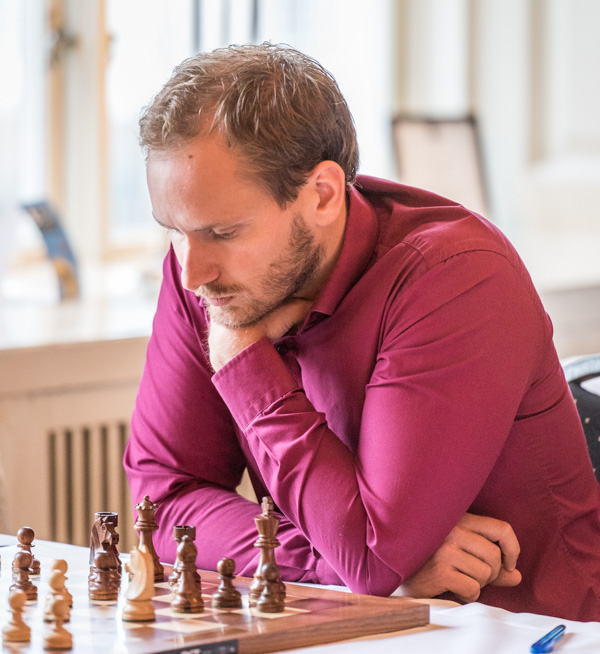
Hans Tikkannen vann turneringen 2017 och 2018

Påskturneringen 2020 och 2021 ställdes in på grund av coronaviruspandemin. Dock spelades en ersättande turnering online på schacksajten Lichess 2021.